# Acta Zoologica Cracoviensia
Acta Zoologica Cracoviensia – półrocznik wydawany od 1956 roku w Krakowie przez Instytut Systematyki i Ewolucji Zwierząt PAN. Pismo publikuje najnowsze wyniki badań z zakresu systematyki, filogenezy, biogeografii, ekologii i paleontologii lądowych i słodkowodnych zwierząt na całym świecie.
W latach 2005–2012 czasopismo było wydawane w dwóch seriach:
- A. Vertebrata (kręgowce) ISSN 1895-3123 (print), ISSN 2081-7487 (online)
- B. Invertebrata (bezkręgowce) ISSN 1895-3131 (print), ISSN 2081-7495 (online)

W miarę reorganizacji struktur Polskiej Akademii Nauk formalnym wydawcą poszczególnych tomów był:
- t. 1–6: Polska Akademia Nauk, Instytut Zoologiczny, Oddział w Krakowie
- t. 7–14: Polska Akademia Nauk, Zakład Zoologii Systematycznej w Krakowie
- t. 15–32: Polska Akademia Nauk, Zakład Zoologii Systematycznej i Doświadczalnej
- t. 33–47: Polska Akademia Nauk, Instytut Systematyki i Ewolucji Zwierząt

Redaktorzy naczelni:
- 1971–1985 prof. Kazimierz Kowalski
- 1985–2007 prof. Zygmunt Bocheński
- 2008–        prof. Ewa Krzemińska